# Джордж Иннс-Кер, 9-й герцог Роксбург
Джордж Виктор Роберт Джон Иннс-Кер, 9-й герцог Роксбург (англ. George Innes-Ker, 9th Duke of Roxburghe; 7 сентября 1913 — 26 сентября 1974) — британский аристократ и наследственный пэр.

## Ранняя жизнь
Джордж Виктор Роберт Джон Иннс-Кер родился 7 сентября 1913 года. Единственный сын Генри Иннс-Кера, 8-го герцога Роксбурга (1876—1932) и Мэри Гоэлет (1878—1937). Носил прозвище «Бобо». Он родился почти через десять лет после свадьбы своих родителей, 10 ноября 1903 года.
Он вырос в замке Флорс, расположенный на 60 500 акрах земли, который его мать украсила своей собственной коллекцией произведений искусства, включая серию гобеленов мануфактуры 17 века.
Герцог учился в Итонском колледже в Виндзоре (графство Беркшир, Англия) и Королевском военном колледже в Сандхерсте. Был принят в ряды Королевской орты лучников, получив чин лейтенанта. Он занимал должность заместителя лейтенанта Роксбургшира и должность мирового судьи Роксбургшира.

## Семья
Его дедом и бабкой были Джеймс Генри Роберт Иннс-Кер, 7-й герцог Роксбург (1839—1892), и леди Энн Эмили Спенсер-Черчилль (1854—1923), четвертая дочь Джона Спенсера-Черчилля, 7-го герцога Мальборо (1822—1883), который в составе консервативных правительств занимал должности Лорда-председателя совета и лорда-лейтенанта Ирландии, и его жена, леди Фрэнсис Вейн (1822—1899), дочери 3-го маркиза Лондондерри. Его двоюродным дядей был Уинстон Черчилль, премьер-министр Великобритании. Его дядя, лорд Роберт Эдвард Иннс-Кер (1885—1958), женился на актрисе Хосе Коллинз.
Его дедом по материнской линии был Огден Гоэлет (1851—1897), американский миллионер, занимавшийся недвижимостью. На момент женитьбы его родителей его мать была самой богатой американской наследницей с приданым в двадцать миллионов долларов, превышающим только Консуэло Вандербильт. Он также был внучатым племянником миссис Корнелиус Вандербильт III, урожденной Грейс Уилсон.

## Личная жизнь
24 октября 1935 года герцог Роксбург женился на леди Мэри Эвелин Хангерфорд Кру-Милнс (23 марта 1915 — 2 июля 2014), младшей дочери Роберта Кру-Милнса, 1-го маркиза Крю, от брака с леди Маргарет Этренн Ханной Примроуз, дочерью Ханны Примроуз, графини Роузбери, и Арчибальда Примроуза, 5-го графа Розбери. Брак закончился разводом в 1953 году, после того как герцог спорно попытался выселить леди Мэри из родового дома в замке Флорс. Когда ее овдовевшая мать умерла в 1967 году, герцогиня унаследовала Уэст-Хорсли-Плейс, где она умерла в 2014 году в возрасте 99 лет.
5 января 1954 года он женился во второй раз на Маргарет Элизабет Макконнел (23 декабря 1918 — 2 июня 1993), дочери Фредерика Брэдшоу Макконнела из Кэкстон-Холла. у супругов было двое детей:
- Гай Дэвид Иннс-Кер, 10-й герцог Роксбург (18 ноября 1954 — 29 августа 2019)[12], старший сын и преемник отца.
- Лорд Роберт Энтони Иннс-Кер (род. 28 мая 1959), женился в 1996 году на Кэтрин Кристине Мэри Джонс (её первым мужем был Питер Пелли). Супруги развелись в 2007 году. У них было двое детей:
  - Элиза Генриетта Иннс-Кер (род. 23 июля 1997)
  - Джеймс Марк Иннс-Кер (род. 16 сентября 1999)

Джордж Иннс-Кер, 9-й герцог Роксбург, скончался 26 сентября 1974 года. Ему наследовал его старший сын, Гай Иннс-Кер, 10-й герцог Роксбург.

## Титулатура
- 9-й герцог Роксбург (с 29 сентября 1932)
- 10-й баронет Иннс (с 29 сентября 1932)
- 13-й лорд Роксбург (с 29 сентября 1932)
- 4-й граф Иннс (с 29 сентября 1932)
- 9-й виконт Броксмут (с 29 сентября 1932)
- 9-й граф Келсо (с 29 сентября 1932)
- 9-й маркиз Боумонт и Кессфорд (с 29 сентября 1932)
- 13-й граф Кер из Кессфорда и Кавертауна (с 29 сентября 1932)
- 13-й граф Роксбург (с 29 сентября 1932)
- 9-й лорд Кер из Кессфорда и Кавертауна (с 29 сентября 1932).